# Ачо
Ачо (ісп. Hacho) — невисока гора, що височіє над Сеутою, іспанським ексклавом в Північній Африці. Гора, яка в античності називалася Абіла, розташовується на березі Гібралтарської протоки і за однією з версій є південним Геркулесовим стовпом. За іншою версією пару Гібралтарської скелі становить гора Джебєль-Муса на території Марокко.
Ачо знаходиться на півострові Альміна, що вдається в протоку, тому висота мала стратегічне значення, і форт (ісп. Fortaleza de Hacho), побудований на вершині в часи Візантії, потім підтримувався і розширювався марокканцями, португальцями і іспанцями. На даний момент він належить іспанським воєнним. На горі також розташований монастир Ерміта-де-Сан-Антоніо і пам'ятник генералісимусу Франсиско Франко.